# Андреевка (село, Севастополь)
Андре́евка (ранее Аклеи́з, укр. Андріївка, крымскотат. Aqleyiz, Акълейиз) — село в Нахимовском районе города федерального значения Севастополя, центр Андреевского муниципального округа (согласно административно-территориальному делению Украины — центр Андреевского сельсовета Нахимовского района Севастопольского горсовета).

## Население
| 1805  | 1864  | 1892  | 1915 | 1918 | 1926 | 1989  |
| ----- | ----- | ----- | ---- | ---- | ---- | ----- |
| 103   | ↗134  | ↘19   | ↗72  | ↘20  | ↗77  | ↗1970 |
| 2001  | 2009  | 2014  |      |      |      |       |
| ↘1702 | ↘1680 | ↘1498 |      |      |      |       |

Численность населения по данным переписи населения по состоянию на 14 октября 2014 года составила 1498 человек.
По данным сельсовета на 2009 год — 1 680 человек, в селе 564 двора.

## Современное состояние
Площадь села — 155 гектаров, действуют средняя школа № 20, детский сад № 81, с Севастополем и другими населёнными пунктами города село связано автобусным сообщением.

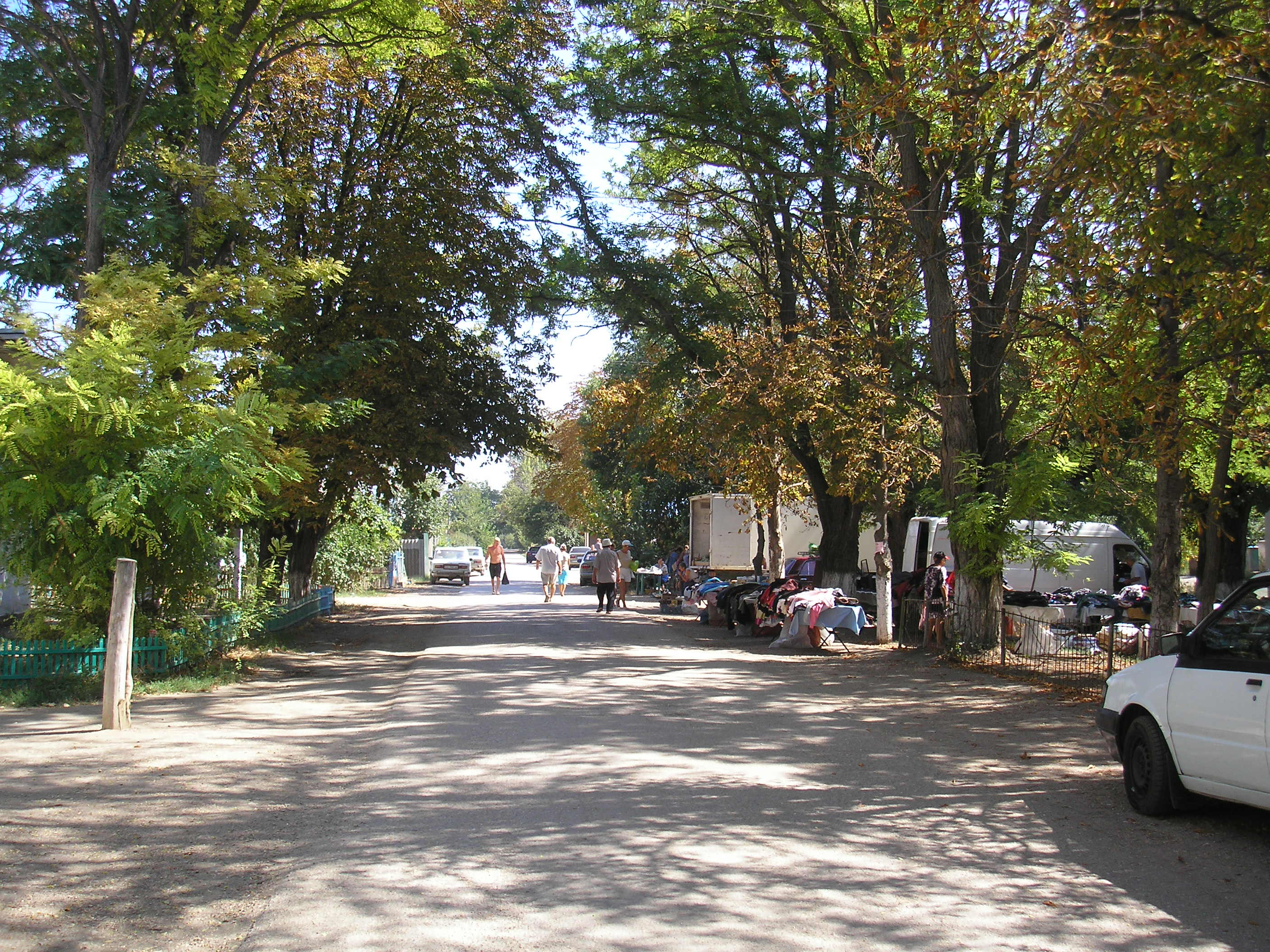
Улица в селе у автостанции.

## География
Андреевка — самое северное селение округа, расположенное у мыса Лукулл на берегу Чёрного моря, высота центра села над уровнем моря 28 м. Расстояние до Севастополя — 25 километров, ближайшие населённые пункты — в 3,5 км на юг Кача и на юго-восток Солнечный.

## История
Первое документальное упоминание села встречается в Камеральном Описании Крыма… 1784 года, судя по которому, в последний период Крымского ханства Эк-Лес входил в Качи Беш Паресы кадылык Бахчисарайского каймаканства. После присоединения Крыма к России (8) 19 апреля 1783 года, (8) 19 февраля 1784 года, именным указом Екатерины II сенату, на территории бывшего Крымского Ханства была образована Таврическая область и деревня была приписана к Симферопольскому уезду. После Павловских реформ, с 1796 по 1802 год, входила в Акмечетский уезд Новороссийской губернии. По новому административному делению, после создания 8 (20) октября 1802 года Таврической губернии, Аклеиз был включён в состав Актачинской волости Симферопольского уезда.
По Ведомости о всех селениях в Симферопольском уезде состоящих с показанием в которой волости сколько числом дворов и душ… от 9 октября 1805 года, в деревне Аклез числился 21 двор и 103 жителя, исключительно крымских татар. На военно-топографической карте генерал-майора Мухина 1817 года деревня Улукул аклес обозначена с 12 дворами. После реформы волостного деления 1829 года Аклеиз, согласно «Ведомости о казённых волостях Таврической губернии 1829 года», передали из Актачинской волости в состав Дуванкойской. На карте 1836 года в деревне 14 дворов. Видимо, вследствие эмиграции крымских татар в Турцию, население продолжало убывать и на карте 1842 года Аклес уже обозначен условным знаком «малая деревня», то есть менее 5 дворов.
В 1860-х годах, после земской реформы Александра II, деревня осталась в составе преобразованной Дуванкойской волости. В «Списке населённых мест Таврической губернии по сведениям 1864 года», составленному по результатам VIII ревизии 1864 года, Аклеиз — владельческая татарская деревня при колодцах, записана одной строкой Улукул, вместе с Аджи-Булатом и Орта-Кесек-Улукулом, с примечанием, что все три составляют отдельные участки. В трёх деревнях вместе было 23 двора, 134 жителя и 2 мечети. На трёхверстовой карте Шуберта 1865—1876 года деревня уже не обозначена, как и в «Памятной книге Таврической губернии 1889 года».

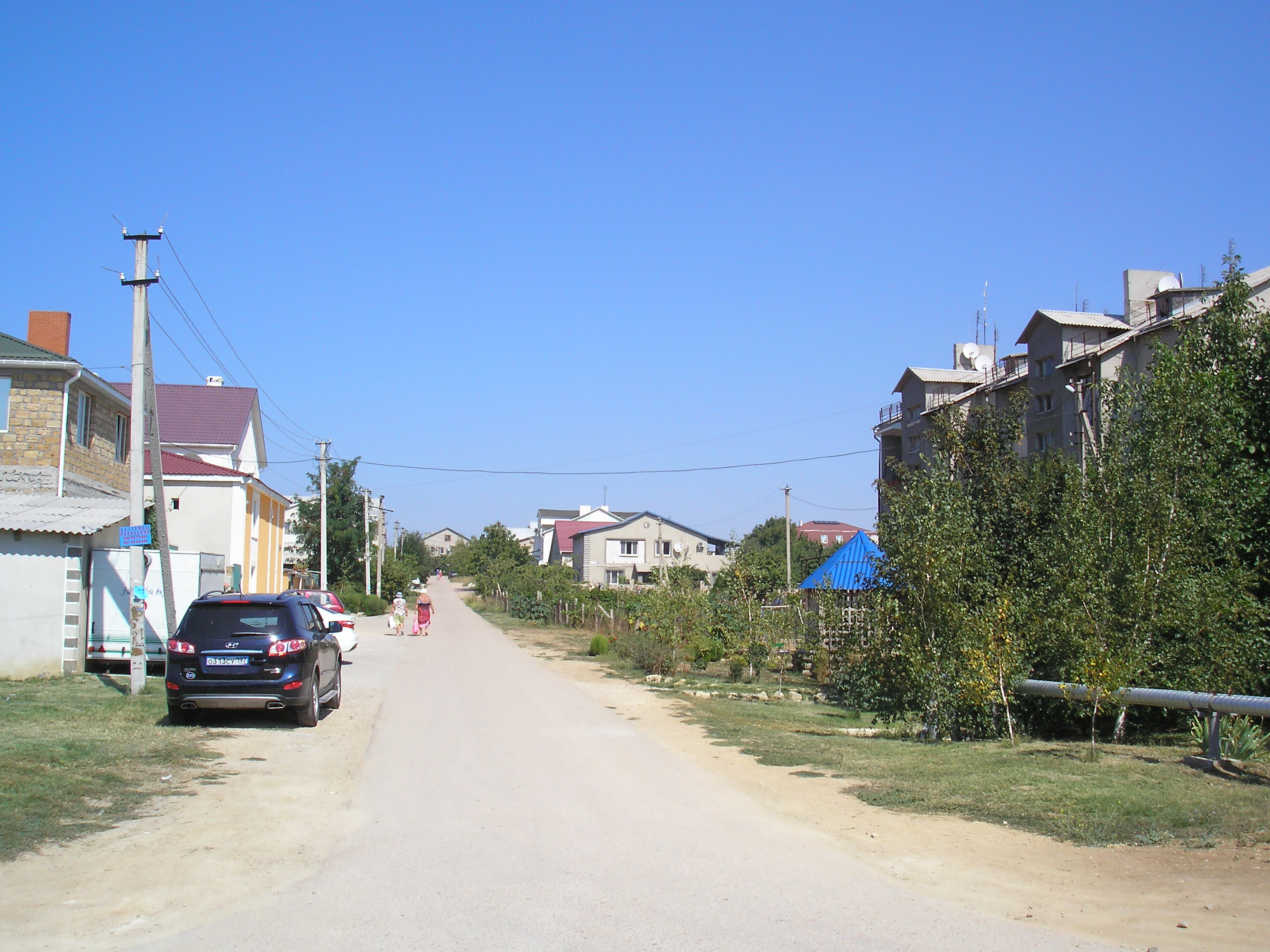
Улица в селе.

После земской реформы 1890-х годов деревня осталась в составе преобразованной Дуванкойской волости. Согласно «…Памятной книжке Таврической губернии на 1892 год», в деревне Аклеиз, входившей в Тарханларское сельское общество, числилось 19 жителей в 3 домохозяйствах, все безземельные. По «…Памятной книжке Таврической губернии на 1902 год» деревня Аклеиз приписана к волости для счёта, и чилится разорённой. В 1910 году пустую деревню (800 десятин земли) приобрели трое крымских немцев лютеран — Гарвартов, Гофман и Фуст (Harwart, Hoffmann, Fust). По Статистическому справочнику Таврической губернии. Ч.II-я. Статистический очерк, выпуск шестой Симферопольский уезд, 1915 год, в деревне и имении Аклеиз (в общем владении Гарвартова, Гофмана и Фуста) Дуванкойской волости Симферопольского уезда числилось 11 дворов с немецким населением в количестве 61 человек приписных жителей и 11 — «посторонних», из которых 32 мужчин и 40 женщин. Жители владели 1533 десятинами удобной земли. В хозяйствах имелось 55 лошадей, 42 вола, 31 корова и 68 голов мелкого скота. В 1918 году население составило 20 человек. Согласно списку 1915 года «…русских подданных из австрийских, венгерских или германских выходцев» землевладельцев, опубликованном в газете «Таврические губернские ведомости» в апреле 1915 года, при деревне Аклеиз-Улукул значится общее владение поселян: Гофмана Карла Августовича, Гарварта Фридриха Яковлевича, Фуста Генриха Христиановича, наследников Гарварта Августа Яковлевича: его жены Христины и детей Якова Эйнгердт, Оскара и Милиты 1524,5 десятинами пахотной земли с домами и экономическими постройками.

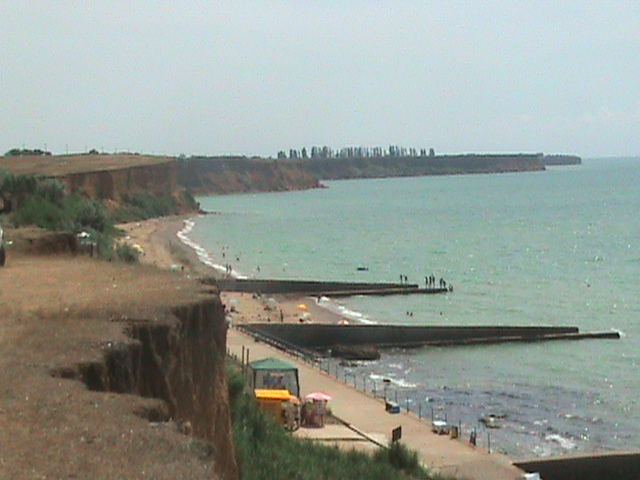
Морской берег Андреевки.

После установления в Крыму Советской власти, по постановлению Крымревкома от 8 января 1921 года была упразднена волостная система и село вошло в состав Бахчисарайского района Симферопольского уезда, а в 1922 году уезды получили название округов. 11 октября 1923 года, согласно постановлению ВЦИК, в административное деление Крымской АССР были внесены изменения, в результате которых округа были отменены, и основной административной единицей стал Бахчисарайский район, и село включили в его состав. Согласно Списку населённых пунктов Крымской АССР по Всесоюзной переписи 17 декабря 1926 года, в селе Андреевка, Александро-Михайловского сельсовета Бахчисарайского района, имелось 18 дворов, из них 16 крестьянских, население составляло 77 человек (32 мужчины и 45 женщин). В национальном отношении учтено 10 русских, 12 украинцев и 55 немцев. 7 марта 1939 года Президиум Верховного Совета РСФСР принял решение о передаче Севастополю прибрежной зоны, включая село Андреевка.
Вскоре после начала Великой Отечественной войны, 18 августа 1941 года крымские немцы из Андреевки были выселены, сначала в Ставропольский край, а затем в Сибирь и северный Казахстан. С 25 июня 1946 года селение в составе Крымской области РСФСР, а 26 апреля 1954 года Крымская область была передана из состава РСФСР в состав УССР. С 1987 года Андреевка — центр сельсовета. По данным переписи 1989 года в селе проживало 1970 человек. С 12 февраля 1991 года село в составе восстановленной Крымской АССР, 26 февраля 1992 года переименованной в Автономную Республику Крым. С 1991 года — в составе города со специальным статусом Севастополя на Украине, не признавшей в 2014 году аннексию Севастополя вместе со всем Крымом Россией. С 21 марта 2014 года — в составе города федерального значения Севастополь России.

### Название
Время появления нового названия, как и причины, достоверно неизвестны — всё объясняется на уровне легенд.
В книге «У карты Севастополя», 1982 года издания, приводится со ссылкой на местных жителей следующая версия (скорее всего местная легенда):

Говорят, поселился под конец XIX века в этих местах помещик Андрей. Хозяин, одержимый навязчивой идеей, начал собирать со всей округи мужиков, которых звали как его. По предсказанию гадалки Андреи должны были принести ему счастье. Грянула революция, и от панской причуды осталось одно название. Хутор, в котором жили одни Андреи, люди стали называть Андреевкой.

На карте Крымского статистического управления 1922 года подписано Улукул-Аклеиз. Улукул — историческое название мыса Лукулл, «Ак» — тюркское «белый», этимология последней части слова неизвестна. На карте южной части Крыма 1924 года — Аклеиз. На километровой карте Генштаба Красной армии 1941 года, в которой за картооснову, в основном, были взяты топографические карты Крыма масштаба 1:84000 1920 года и 1:21000 1912 года, с уточнением, что названия и прочие исправления на планах даны на июль 1941 года, применены оба варианта — Аклеиз и Андреевка, на генштабовской пятикилометровке 1938 года всё ещё фигурирует, как Аклеиз и, наконец, на двухкилометровке РККА 1942 года селение вообще не подписано. Также в исторических документах встречается вариант Алекс. В списках переименований 1945 и 1948 годов село не упоминается.